# La nera di...
La nera di... (La noire de...) è un film del 1966 diretto da Ousmane Sembène.
Film di produzione franco-senegalese, presentato alla Settimana internazionale della critica del Festival di Cannes 1966.
Tratto da una novella della raccolta Voltaïque dello stesso Sembène, ispirata a sua volta da un articolo apparso su Nice-Matin, è il primo lungometraggio di finzione girato da un africano. Non è ancora un film interamente africano (la lingua è il francese, buona parte dell'ambientazione si svolge in Costa Azzurra), ma parte della produzione (la neonata Domireew), i tecnici, la musica e metà degli attori sono africani. Dura 55 minuti (ma circolano versioni da 60 minuti), è stato girato in 35 mm bianco e nero.

## Trama
La giovane senegalese Diouana arriva in Francia, dove è impiegata da una famiglia borghese come domestica. Il marito va a prenderla al porto. Giunta nell'appartamento ad Antibes, in Costa Azzurra, ritrova la moglie, inizialmente gentile, poi acida e scontrosa. Diouana era stata da lei assunta a Dakar, dove aveva principalmente svolto il lavoro di badante dei tre figli, Sophie, Damien e Philippe, nella casa dove abitava precedentemente la famiglia. Ad Antibes la vita è più dura e noiosa: lavori domestici, divieto di uscire di casa se non per fare la spesa, isolamento dalla società. Diouana prima di partire frequentava un ragazzo e sognava una vita felice in Francia. Invece la dura realtà quotidiana la fa entrare in depressione, al punto che dopo poche settimane si chiude nel mutismo e non svolge più nessun tipo di attività. La padrona la attacca con sempre più virulenza, credendola pazza, mentre il marito si mostra più comprensivo. Diouana, al colmo della disperazione, straccia la lettera della madre, che la accusa di sperperare i soldi che i padroni le offrono. Il marito le dà ventimila franchi per il lavoro svolto, pensando che la causa della depressione sia il pagamento non ancora avvenuto. Ma "la noire de.." restituisce il denaro, prepara la valigia e si taglia la gola con un rasoio nella vasca da bagno.
Il marito va in Senegal per portare gli effetti personali di Diouana e il suo salario. La madre non vuole ricevere nulla da questo signore responsabile della morte di sua figlia. Il padrone se ne va, inseguito da un bambino con una maschera sul volto.

## Struttura
(Paulin Soumanou Vieyra)
Il film è composto da due parti ben distinte, una ad Antibes e l'altra a Dakar, che si concatenano nella messa in scena. Non vengono rispettate le unità di tempo, luogo e azione. Il personaggio centrale della domestica fornisce però una continuità drammatica alla vicenda, quindi la struttura del film è comunque lineare.
Tre flashback, due con stacchi secchi e uno con dissolvenza, descrivono la vita a Dakar della protagonista: nel primo cerca lavoro, va al "mercato delle domestiche" e viene scelta dalla padrona. Nel secondo annuncia al suo ragazzo che partirà per la Francia, mettendosi a camminare sul monumento ai caduti. Nel terzo parla a letto con il fidanzato, prima della partenza.
Questi stacchi temporali permettono, così come in Guelwaar, di inquadrare con più precisione la psicologia del personaggio. Sono ricordi felici della vita recente di Dakar, con il suo fidanzato, che rendono ancora più insopportabile la solitudine nel presente.
Lo sviluppo della narrazione interseca Dakar - presente all'inizio, alla fine e durante i flashback - e la casa di Antibes. È interessante notare che a Dakar le scene sono girate quasi esclusivamente in esterni, simbolo di libertà, mentre ad Antibes si svolgono quasi esclusivamente in interni, simbolo di oppressione.
L'audio non è registrato in presa diretta: gli attori (non professionisti) sono doppiati e la voce di Diouana non è di Thérèse M'Bissine Diop, bensì di Toto Bissainthe, un'attrice di mestiere.

## Tematiche

### L'incomprensione coloniale
()
Unico film di Ousmane Sembène dove i bianchi sono gli autentici protagonisti dell'azione, "La Noire de..." si fonda su un'idea principale: l'oppressione della domestica africana non deriva dalla condizione di donna delle pulizie, considerata come un fatto, ma da un rapporto sociale: la pauperizzazione relativa dei suoi padroni, che abbandonano i privilegi di cooperanti (in Senegal) per ridivenire dei semplici salariati (in Francia)" .
Questo elemento modifica lo spirito di Diouana, che a Dakar si trovava bene, in una condizione tutto sommato privilegiata rispetto alle sue coetanee. Ad Antibes si ritrova sola (a Dakar c'era un cuoco), i lavori si concentrano (oltre alla cura dei bambini deve badare alla pulizia della casa, fare la spesa, cucinare…), la chiusura con l'esterno la rende triste e passiva (a Dakar usciva con il fidanzato e frequentava i familiari). Il potere della padrona diventa dunque totale: ed è l'odio nei confronti di quest'ultima una delle principali cause del suicidio: "lei non può dire no, ma allo stesso tempo si trova in un mondo che la rifiuta. È rifiutata dalla sola famiglia che ha, il suo padrone e la sua padrona".
Il marito, interpretato da Robert Fontaine (che ritroveremo in Emitaï), lascia alla compagna il compito di gestire gli affari di casa e il rapporto con Diouana. È apatico, dorme spesso, ma cerca di mostrarsi comprensivo e rispettoso nei confronti della domestica, senza comprendere che il suo problema è la solitudine: "cos'hai Diouana, sei malata? Vuoi la tua paga?" . Il comportamento del padrone cela una inconscia attrazione sessuale, percepita dalla moglie, che a causa di ciò diventa ancora più aggressiva. 
Da rimarcare che la coppia di padroni resterà sempre anonima ("madame" et "monsieur").

### L'anticolonialismo linguistico in via di realizzazione
Diouana è analfabeta, ma comprende e parla il francese. Smette progressivamente di dialogare con "Monsieur", "Madame" e i bambini perché "si sente in clausura dentro un universo di interdizione. Rimugina sola il suo malessere, estremizzando la sua posizione di rifiuto".
Appena giunta in Francia, Monsieur la accompagna a casa in macchina. I due compiono un tragitto che va dal porto di Marsiglia all'appartamento di Antibes. Il panorama della Costa Azzurra farà pronunciare a Diouana le uniche parole positive di tutto il film: "È bella la Francia!" dirà sorridente. Dopo questo incipit, le scene ad Antibes si svolgono esclusivamente nell'appartamento: qui comincia il mutismo della protagonista.
La progressiva perdita di fiducia e di speranza è rappresentata dai suoi pensieri e dalle rare parole che pronuncia.
"Oui monsieur, oui madame" dice all'inizio, poi non parla più. Comincia a fare a sé stessa delle domande: "non sono venuta per questo", "com'è la gente qui?", "le porte qui sono sempre chiuse", "dove sono i bambini?", "non sono una cuoca, né una domestica". In più viene trattata come un fenomeno da baraccone dagli amici di famiglia riuniti a cena: un signore le bacia guance perché: "non ho mai baciato una negra in vita mia". Il razzismo è palese in un dialogo avvenuto durante un pranzo tra Madame e i suoi ospiti: 
- No.

- Comprende?

- Se vuole…

- Come un animale…però cucina molto bene.»
Diouana in voce fuori campo dirà con odio: "comprendo tutto". Madame diventa sempre più aggressiva e le ripete continuamente: "qui non è l'Africa".
La scelta, così come in Borom Sarret, di far parlare Diouana in francese, attraverso la voce off, si inquadra in una logica del nazionalismo senegalese che cerca di usare dei mezzi che non gli appartengono per attaccare la cultura occupante. Questa contraddizione è evidente nei primi film di Sembène. A partire da Le Mandat, invece, la lingua africana diventa "outil", vince la colonizzazione francese che l'aveva relegata ai margini. Con i film del primo periodo invece questo percorso è ancora in via di realizzazione.
Inoltre, a tratti La noire de... rischia di essere un pamphlet anticolonialista che riduce i personaggi a meri portatori di un messaggio politico e morale: 
Difetto che il cinema "engagé" di Sembène supererà nel film successivo, Le Mandat, nel quale i personaggi sono soggetti complessi, merito della sceneggiatura adattata dall'omonimo romanzo.
Il film è anche un confronto tra due donne - una moderna, stanca e annoiata ma allo stesso tempo aggressiva e autoritaria - e l'altra bella, coraggiosa, orgogliosa della sua cultura (simboleggiata dalla maschera), con un forte senso della dignità. che la spingerà al rifiuto della sua condizione di serva.
È presente una tensione erotica, Sembène mostra più volte Diouana intenta a spogliarsi, e nella scioccante scena del suicidio lo spettatore osserva "la prima donna nera completamente nuda in un film, ed è morta!"

### Il volto reale dell'indipendenza
A Dakar Diouana sorride, è viva, felice: "ho trovato lavoro! Ho trovato lavoro!" ripete a tutti i conoscenti dopo l'assunzione.
Il fatto di trovare un'occupazione è una rarità nel Senegal post-indipendenza. I sogni e le speranze di una nuova repubblica indipendente si infrangono nella realtà quotidiana: bidonville sempre più grandi circondano Dakar; mentre i deputati escono dall'Assemblea nazionale, i disoccupati affluiscono in cerca di lavoro e le donne vanno al "mercato delle domestiche" nella vaga attesa che qualche bianco offra loro una occupazione. Nel Senegal di Senghor, la comunità francese è numerosa, concentrata nei quartieri borghesi di Dakar. Sono soprattutto assistenti tecnici e piccoli imprenditori, che si arricchiscono grazie alle loro competenze. Hanno paura dell'instabilità del governo, nonostante le rassicurazioni del presidente, e appena possono, ritornano in Francia con il denaro guadagnato. Pur creando occupazione (manodopera comune, domestiche…), non rappresentano una risorsa per il Senegal, anzi, sono "un fuorviante miraggio per tutte le Diouana". Anche la nuova classe borghese nera, formata nelle scuole dei bianchi viene giudicata negativamente. Non c'è niente in comune tra loro e il popolo, nemmeno il monumento ai caduti di guerra. Infatti, in uno dei flashback Diouana cammina tranquillamente, senza alcun senso di colpa, sul monumento, e viene aspramente rimproverata dal suo compagno, "un funzionario, cresciuto nel contesto socio-culturale del colonizzatore(…). Questo amico, come gli altri intellettuali, troppo rivolti verso l'Europa e le sue astratte riflessioni, non vede la realtà quotidiana del popolo" , parlando di sacrilegio: il gesto di Diouana invece non è un atto irriverente nei confronti dei caduti, ma un'inconscia ribellione nei confronti di tutto ciò che è formale e alieno dai problemi reali del popolo africano. I "sacrilegi" sono altri, sono il razzismo e l'indifferenza dei padroni, che causano il suicidio della ragazza, ma anche la corruzione e la dipendenza economico-culturale della nuova classe dirigente figlia dell'indipendenza, che rinuncia vigliaccamente allo sviluppo autonomo dei Paesi africani.

### Simboli
La maschera, che Diouana acquista a credito dal fratello per regalarla ai padroni, accompagna la gioia e la gratitudine iniziali verso i datori di lavoro, ma è anche un simbolo dell'Africa, della sua cultura tribale. Simbolo che, insieme alla foto con il suo amico, costituisce l'unico ricordo del passato e che la protagonista si riprenderà prima di morire, rivendicandone la proprietà. La maschera alla fine è ripresa dal fratello che se la applica sul viso inseguendo Monsieur alla fine del film. Nell'ultima sequenza, il bambino la toglierà, sorridendo, in un messaggio di speranza per il futuro. "Questa maschera costituisce in La Noire de.. un elemento essenziale. All'inizio si vede il bambino che gioca con la maschera come un oggetto qualsiasi. La domestica, che ha notato l'interesse della padrona per questo genere di cose, la compra e gliela offre con il solo scopo di farle piacere.[…] Più tardi, al colmo della disperazione, Diouana riprende questo regalo africano che costituisce il suo unico legame con l'Africa. Quando il cooperante porta la maschera e la valigia a sua madre, il fratello se la riprende e assume per lui un significato totalmente diverso che all'inizio. Per me, la maschera non è un simbolo mistico come poteva esserlo per i nostri antenati, ma è un simbolo di unità e identità, di recupero della nostra cultura. Oggi la maschera è diventata un articolo di esportazione per i turisti e la cosa peggiore è che sono gli africani stessi che incoraggiano questo.
Prima di morire, "La noire de.." mette i suoi effetti personali nella valigia, si spoglia dei suoi vestiti europei, del grembiule, delle scarpe coi tacchi. Si intreccia i capelli secondo la tradizione africana e si taglia la gola." La mutilazione della gola, del luogo della produzione orale, simboleggia questa occultazione della voce del personaggio a tutti gli stadi della narrazione. Ne consegue una semiotizzazione della voce e del silenzio che prende a prestito certe tecniche alla letteratura orale"
Il ruolo dell'intellettuale nel Senegal contemporaneo è rappresentato da Sembène stesso, che interpreta lo "scrittore popolare", uomo di cultura con una bottega fatiscente situata nella periferia di Dakar. Il suo studio è sempre pieno, segno del bisogno di sapere di un Senegal in costruzione, con l'ottanta per cento della popolazione analfabeta.
Il "mercato delle domestiche" dove ogni giorno le giovani senegalesi attendono nella speranza che qualcuno le scelga, è un esempio della crisi occupazionale dello Stato africano. L'accostamento ironico tra Diouana, vestita semplicemente in cerca di lavoro, e l'abbigliamento elegante dei deputati senegalesi che escono da una riunione, rappresenta l'incomunicabilità tra il popolo africano e il neocolonialismo bianco appoggiato dalla nuova borghesia nera. Incomunicabilità che sta anche alla base di questo fatto di cronaca diventato film.

## Riconoscimenti
- 1966 - Premio Jean Vigo[2]
- 1966 - Tanit d'oro alle Giornate cinematografiche di Cartagine[2]